# Red Union
Red Union je srbijanski punk rock sastav osnovan u Novom Sadu ožujka 2000. godine.

## Povijest
Prvu postavu činili su Daško Milinović (vokal), Nenad Gucunja (gitara, vokal), Ljubomir Babić (bas) i Miloš Aleksić (bubnjevi). Aleksića tijekom kolovoza 2000. zamjenjuje Nebojša Ćato (kasnije i bubnjar u sastavima Bonebreaker, Mitesers, Shoplifters). Srpnja 2002. izdaju debi singl Loaded Gun a krajem iste godine snimaju svoj prvi album, Rebel Anthems, koji u ožujku 2003. izlazi za neovisnu izdavačku kuću Bandworm records iz Magdeburga, Njemačka. U svibnju 2005. za vlastitu izdavačku kuću „Socijala Records“ izdaju split-singl Final Score s melodičnim punk sastavom iz Kruševca, The Sweeper, a kolovoza 2006. izlazi drugi album Red Uniona Blackbox Recorder, također za Bandworm records. 2011. izdaju treći album, "Rats and Snakes" za berlinski ANR Records i istoimenu singlicu za američki Pirates Press Records. Kasnije iste godine novosadski Studentski kulturni centar (SKCNS) reizdaje album, s izmijenjenom omotnicom i 4 bonus pjesme snimljene uživo. Pojavljuju se na brojnim kompilacijama širom svijeta. Na glazbu Red Union najviše su utjecali stari punk rock sastavi poput The Clash, Stiff Little Fingers, Cock Sparrer, The Jam, Newtown Neurotics, ali i relativno noviji kao što su Swingin' Utters, Living End, US Bombs ili Dropkick Murphys. Svirali su preko 200 koncerata u Srbiji, Hrvatskoj, Makedoniji, Bosni i Hercegovini, Mađarskoj, Austriji, Njemačkoj, Češkoj Republici, Nizozemskoj, Belgiji, Francuskoj, Italiji i Španjolskoj, mnoge sa značajnim imenima svjetske punk, hardcore i ska scene. Važe za ljevičarski i antifašistički bend.

## Diskografija
- Loaded Gun EP (2002., Socijala Records)
- Rebel Anthems LP/CD (2003., Bandworm Records)
- Final Score split EP sa Sweeper (2005., Socijala Records)
- Black Box Recorder LP/CD (2006., Bandworm Records)
- Rats and Snakes LP/CD (2011., ANR music)
- Rats and Snakes picture disc EP (2011., Pirates Press Records)

## Vanjske poveznice
- Službena stranica
- Myspace stranica
- Intervju